# Caimanes

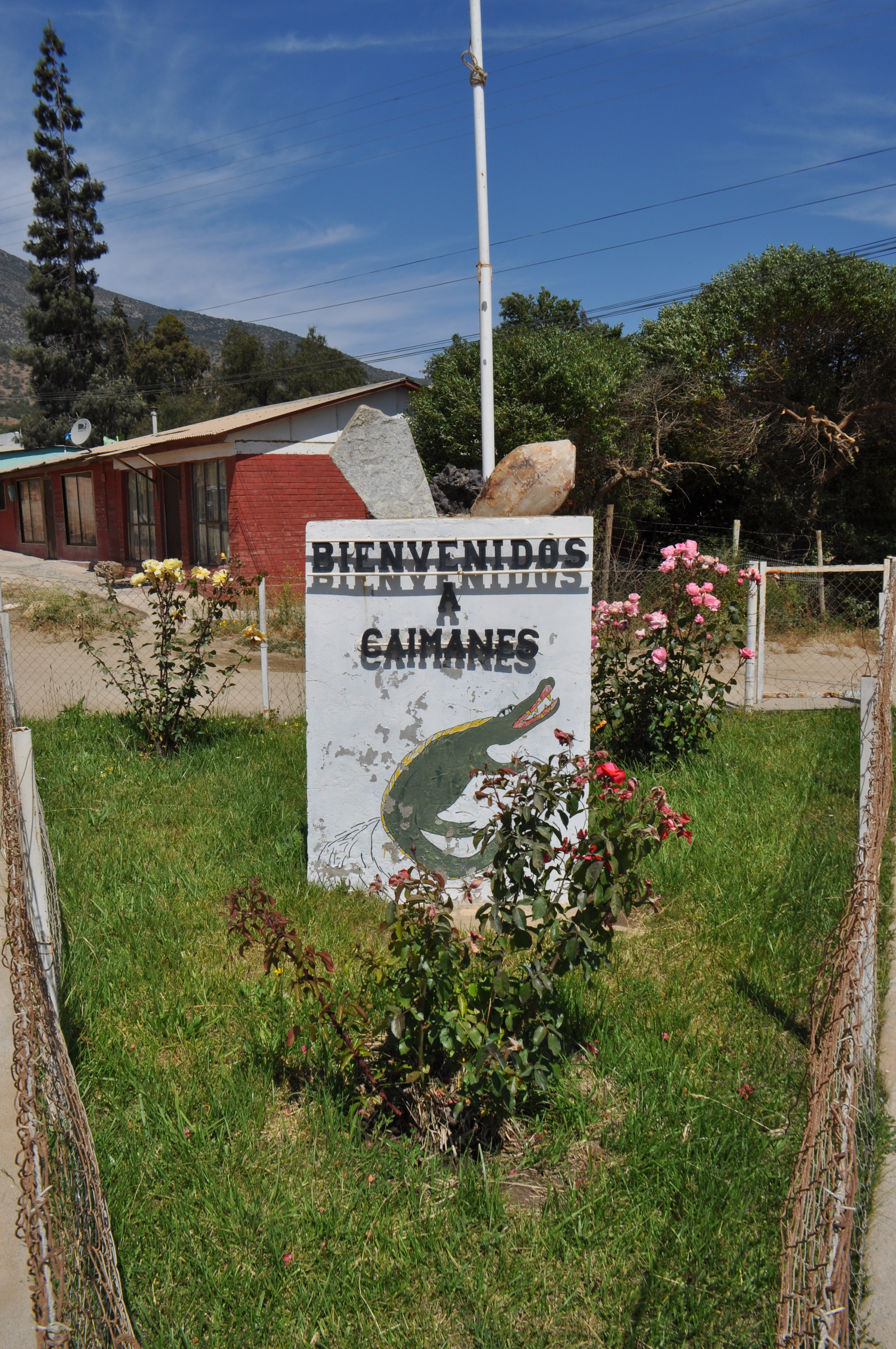
Monolito de bienvenida en la calle central de Caimanes

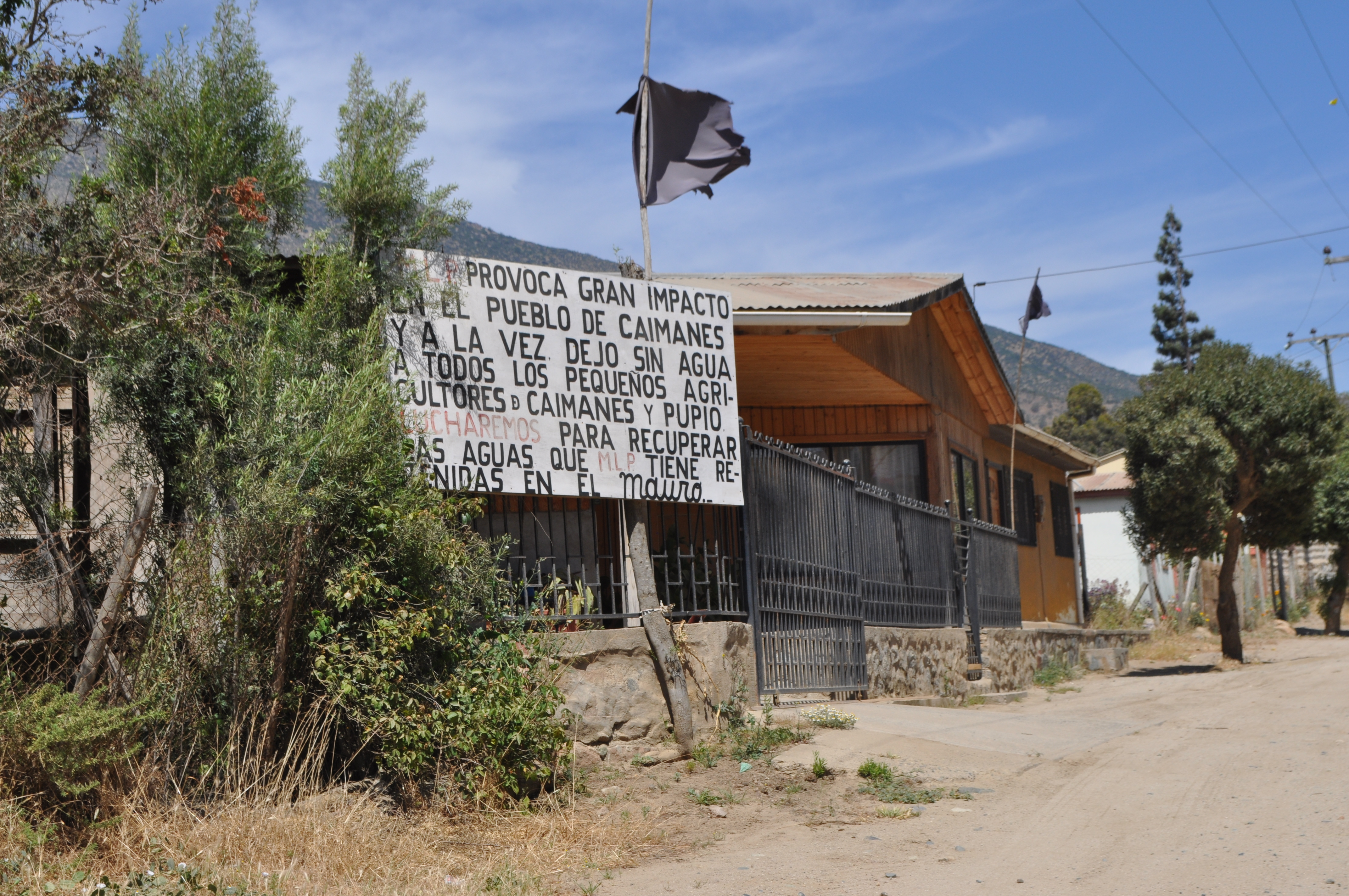
Carteles y banderas negras de protesta en las viviendas de Caimanes

Caimanes es una localidad chilena situada en la comuna de Los Vilos, perteneciente a la Provincia de Choapa de la Región de Coquimbo (IV Región). Su población es de 628 habitantes según los datos publicados del censo de 2002 y se estima entre 1089 y 2000 habitantes, según otras fuentes locales.

## Actividad económica
Aunque la población de Caimanes históricamente ha realizado extracción minera de pequeña escala, la principal actividad económica ha sido agropecuaria, aprovechando que — en un área geográfica de características marcadamente áridas — existía una zona verde en la cuenca del estero Pupío, cuyas aguas desembocan al norte de Los Vilos. el año 2016 minera los pelambres logro un acuerdo con la comunidad con indemnización compensatoria, aseguramiento en el abastecimiento de agua y prioridad de empleo a los habitantes del pueblo.Además se implementaron  múltiples programas de desarrollo que volvieron a la mayoría de los habitantes del pueblo en proveedores de alimentos,transporte y alojamientos para la minera los pelambres y sus contratistas, en el año 2022 el tranque el mauro y la mina los pelambres son la principal actividad del valle de pupio.

## Riesgos
La construcción del tranque de relaves «El Mauro» de la empresa minera Los Pelambres en 2008 (que se ha emplazado justo sobre la localidad de Caimanes) trajo como consecuencia la contaminación de las aguas del valle del río Pupío, tanto del curso de agua del estero (ya disminuido por condiciones naturales de sequía) como de los pozos de la cuenca, afectando directamente a Caimanes. El tranque «El Mauro» tuvo impacto no solo sobre la actividad económica de Caimanes, sino también directamente sobre la salud de su población, puesto que las mediciones arrojaron niveles peligrosos de contaminación del agua potable con minerales pesados. Ante esta situación, la comunidad lleva varios años protestando y se ha organizado para recurrir a los tribunales de justicia chilenos. La Corte Suprema de Justicia, falló finalmente en octubre de 2014 en favor del recurso interpuesto por la comunidad. Sin embargo, la comunidad continúa movilizada para que se cumplan realmente las disposiciones del fallo (que obliga a la empresa minera a devolver un curso de aguas limpias al estero y descontaminar el agua potable) y para que se aborden los problemas de seguridad del tranque El Mauro, diseñado para resistir terremotos solo hasta 7,5 grados, un umbral que la comunidad considera fácilmente traspasable considerando el registro histórico de la actividad sísmica de la zona. El tranque tiene ocho kilómetros de largo y 250 metros de alto. Es la represa de relaves más grande de Chile y la tercera obra de ingeniería más grande de Latinoamérica. Un colapso de los muros de esta represa, donde cada día se depositan 175 mil toneladas de desechos tóxicos, podría tener consecuencias gravísimas, no solo para Caimanes.